# Garellano (grupo de viviendas)
Garellano es una zona del distrito Basurto-Zorroza de Bilbao (España). Solar en el que antaño se ubicó un cuartel militar y posteriormente la sede de la Policía Municipal y Bomberos de Bilbao, su excepcionalidad radica en el desarrollo en este lugar de un proyecto urbanístico liderado por el arquitecto británico Richard Rogers. 
El ámbito de desarrollo ocupa 58 675 metros cuadrados, de los que un 15 % se reservan para espacios libres y zonas verdes. En total se prevé la construcción de nueve bloques de viviendas de 6 (4 bloques), 24, 27, 30, 33 y 36 plantas. De las cinco torres proyectadas, la última y más alta de todas, bautizada Anboto Dorrea, será el segundo edificio más alto del País Vasco y el más alto destinado a viviendas.

## Elección del proyecto ganador
El proyecto del equipo "Rogers Stirk Harbour + Partners", liderado por Richard Rogers, fue elegido por un jurado compuesto por miembros del Ayuntamiento de Bilbao, la sociedad Bilbao Ría 2000, el Gobierno Vasco y arquitectos expertos en urbanismo, de entre cinco proyectos preseleccionados. Estos proyectos fueron los de los equipos Carlos Ferrater/Luis Domínguez, Junquera Arquitectos SLP, MVRDV/IA+B, Suárez & Santas Arquitectos y el citado dirigido por Richard Rogers:
- Carlos Ferrater/Luis Domínguez: la propuesta definía una gran manzana de similar altura a las viviendas del Ensanche y con un parque interior.
- Junquera Arquitectos SLP: el proyecto se caracterizaba por los espacios abiertos y tres manzanas de una altura inferior a la de los edificios contiguos sobre las que se proponían tres rascacielos.
- MVRDV/IA+B: arquitectura holandesa bajo el título de "Bilbao Blocks", en la que destacaba un edificio escalonado de gran altura, un gran edificio cuadrangular que se pretendía levantar sobre alguno de los edificios ya existentes, y diversos espacios públicos.
- Suárez & Santas Arquitectos: este estudio bilbaíno proponía un gran parque rectangular escoltado por cuatro edificios de 25 plantas y otros de tamaño medio.

## Comunicaciones
La zona de Garellano es, junto a la de la plaza Circular de Bilbao, una de las mejores comunicadas de la villa. Así cuenta en su perímetro con tres estaciones de tranvía (San Mamés, Hospital y Basurto), una de metro, otra de Renfe Cercanías y la estación de Basurto de FEVE. A todo ello hay que añadir la estación de Bilbao Intermodal.